# Manfred Scholle
Manfred Scholle (* 18. September 1946 in Berlin) ist ein deutscher Jurist. Von 1991 bis 1998 war er Direktor des Landschaftsverbandes Westfalen-Lippe (LWL).
Nach der Schulzeit in Berlin studierte Manfred Scholle ab 1966 Rechtswissenschaften und Betriebswirtschaft an den Universitäten Berlin und Marburg. Nach dem Referendariat in Berlin folgte 1973 die Promotion zum Dr. jur. an der Philipps-Universität in Marburg. Ab 1974 war Scholle in der Berliner Senatsverwaltung tätig, unter anderem als persönlicher Referent des Senators für Wissenschaft und Kunst sowie des Regierenden Bürgermeisters von Berlin. 1981 wurde Scholle Stadtrat in Salzgitter, 1983 in Dortmund. 1991 wurde er als Nachfolger von Herbert Neseker zum Direktor des Landschaftsverbandes Westfalen-Lippe (LWL) gewählt, dieses Amt übte er bis 1998 aus, sein Nachfolger wurde Wolfgang Schäfer. Während seiner Tätigkeit für den LWL war Scholle Aufsichtsratsvorsitzender der Veranstaltungsgesellschaft "350 Jahre Westfälischer Friede" mbH.
Nach seiner Tätigkeit für den LWL trat Scholle in den Vorstand der VEW Energie AG ein, an der der LWL damals noch beteiligt war. Im Jahr 2000 übernahm Scholle den Vorstandsvorsitz der RWE Gas AG, von August 2004 bis zum Eintritt in den Ruhestand im Oktober 2011 war er Vorstandsvorsitzender der Gelsenwasser AG. Scholle wirkte in zahlreichen Gremien mit, unter anderem gehörte er dem Vorstand des Verbandes kommunaler Unternehmen an. Bis 2011 war er als Vorsitzender des Regionalausschusses für die Stadt Gelsenkirchen einer von zehn Vizepräsidenten der Industrie- und Handelskammer (IHK) Nord Westfalen. Einer breiteren Öffentlichkeit wurde Scholle durch sein öffentliches Eintreten gegen die geplante Gasförderung durch Fracking bekannt.
Scholle engagierte sich vor allem im Bildungsbereich, unter anderem durch seine Mitwirkung in der Stiftung "Partner für Schule NRW". Bis 2007 war er Mitglied des Kuratoriums der heutigen TU Dortmund. Scholle war von bis 2008 bis 2020 Mitglied im Hochschulrat der Fernuni Hagen. Dem Beirat des Vereins Westfalen-Initiative e.V. gehört Scholle als Vorsitzender an, zudem ist er Mitglied im Vorstand der Wirtschaftlichen Gesellschaft für Westfalen und Lippe e.V. Seit 2009 ist Scholle nebenamtliches Mitglied in der Kirchenleitung der Evangelischen Kirche von Westfalen, die aus sieben haupt- und elf nebenamtlichen Mitgliedern besteht.

## Ehrungen
2002 erhielt Scholle für seinen Einsatz für das Allgemeinwohl das Verdienstkreuz am Bande der Bundesrepublik Deutschland. 2014 erhielt er das Verdienstkreuz 1. Klasse des Verdienstordens der Bundesrepublik Deutschland, überreicht wurde die Auszeichnung durch NRW-Wirtschaftsminister Garrelt Duin. Mit der Höherstufung sollten sein Engagement im wirtschaftlichen Bereich und seine vielfältigen ehrenamtlichen Tätigkeiten gewürdigt werden.